# Borg
Borg je izmišljena vanzemaljska vrsta, često se pojavljuju kao antagonisti u Zvjezdanim stazama. Borg je skupina rasa pretvorenih u kibernetičke organizme, koji funkcioniraju kao radilice sa zajedničkom svijesti nazvanom "Kolektiv" ili "Košnica". Borg koristi postupak asimilacije kako bi prisilno pridružio druge pojedince Kolektivu. Tijekom asimilacije, u pojedinca se ubrizgavaju nanobotovi, koji tijelo pojedinca nadograđuju mehaničkim komponentama i uvode pojedinca u kolektivnu svijest. Borgove navodi težnja za savršenstvom, kojem vjeruju da se približavaju asimilacijom drugih vrsta i dodavanjem njihove tehnologije i znanja Kolektivu. Osim višestrukih pojavljivanja u TV seriji Zvjezdane staze: Nova generacija, prikazani su kao glavna prijetnja u filmu Zvjezdane staze 8: Prvi kontakt. Također su imali veliku ulogu tijekom serije Zvjezdane staze: Voyager, a njihova tehnologija pruža USS Voyageru put do Alfa kvadranta. Također igraju ulogu u seriji Zvjezdane staze: Picard.
U općoj kulturi 21. stoljeća Borg je postao simbol nepobjedive sile protiv koje je "otpor uzaludan". Američki časopis TV Guide proglasio je 2013. godine Borg četvrtim u popisu 60 najopakijih negativaca svih vremena.

## Koncept
U tekstualnim komentarima 'Izdanja za sakupljače' filma Zvjezdane staze: Prvi kontakt, Michael Okuda je otkrio kako su autori Nove generacije počeli raditi na ideji Borga još tijekom prve sezone serije (Nova Generacija: "Zavjera"), koja je uvela parazitsku vrstu koja je preuzimala kontrolu nad tijelima važnih federacijskih dužnosnika. Posada Enterprisea-D je sve spriječila, a bića se više nisu pojavila. Planovi tima za reintegraciju Borga u seriju započeli su suptilno, misterijem nestalih kolonija s obje strane Neutralne zone (Nova Generacija: "Neutralna zona"), kulminiravši susretom Borga s posadom Enterprisea (Nova Generacija:  "Q tko?").
Borg je nastao zbog potrebe za novim, trajnim neprijateljem u prvoj sezoni Nove Generacije. Klingonsko Carstvo se sprijateljilo s Federacijom, a Romulanci se nisu često pojavljivali. Ferengiji su bili namijenjeni kao novi neprijatelji Federacije, ali su gledateljima bili previše smiješni da bi bili uvjerljivi negativci. Kasnije su vraćeni u seriju kao humoristični likovi. Zastrašujući izgled, ogromna moć i neljudski zla motivacija osigurali su Borgu status glavnog neprijatelja tijekom Nove Generacije i Voyagera. U epizodi Voyagera: Q2, čak i svemoguće biće Q kaže svom sinu neka "ne provocira Borga".

### "Otpor je uzaludan"
Asimilirane borgovske radilice rijetko vode razgovore. One najčešće samo ponavljaju poruku Borga ostalim oblicima života: "otpor je uzaludan" (resistance is futile), nakon čega slijedi izreka da će rasa u pitanju biti asimilirana i njihova "biološka i tehnološka posebnost" bit će dodana Borgovoj. Točna izjava se razlikuje i razvija tijekom serija i filmova. Citat iz Nove generacije glasi:
»Mi smo Borg. Vaša biološka i tehnološka posebnost bit će pridodana našoj. Otpor je uzaludan.«
Potpuna fraza iz fima Zvjezdane staze: First Contact, koju govori Jeff Coopwood glasi:
»Mi smo Borg. Spustite štitove i predajte brodove. Dodat ćemo vašu biološku i tehnološku raznolikost našoj. Vaša kultura će se prilagoditi kako bi služila nama. Otpor je uzaludan.«
Frazem "otpor je uzaludan" uklopio se u pop kulturu zbog čestog korištenja u Novoj generaciji.
Borg govori svoj frazem u nekoliko epizoda Zvjezdanih staza, kao i u filmu Star Trek: First Contact (koji koristi frazu kao slogan filma iz 1996.)
Fraza je u zadnjoj sezoni Zvjezdanih staza: Picard izmijenjena u:
»Za svjetove Federacije, čujte nas. Vaša biološka i tehnološka raznolikost doprinijet će cjelini. Vaše kulture će se razviti da služe budućnosti. Mir i prosperitet proširit će se po galaksiji. Bit ćete asimilirani. Postojat ćete u svemiru u kojem nema straha, svemiru bez gubitaka, koji je neslomljen, savršen. Te bolesti dio su prošlosti.«
Osim velike sličnosti Borga i Lord Dredda i bio-dredda, iz stripa Captain Power and the Soldiers of the Future, sličan frazem "otpor je bio uzaludan" se koristi kao referenca na Lymana Taggerta, čovjeka koji je postao Lord Dredd. Strip prethodi pojavi Borga u Novoj Generaciji.

## Podrijetlo
Podrijetlo Borga nikad nije razjašnjeno, iako je jasno da postoje stotinama tisuća godina (potvrdili Guinan i borgovska matica). U filmu Zvjezdane staze: First Contact, borgovska matica iznosi jedino kako je Borg jednom davno bio poput čovječanstva, "manjkav i slab", ali su se postepeno razvili u djelomično sintetičku vrstu u neprekidnom cilju da evoluiraju i dostignu savršenstvo.
U epizodi Nove Generacije: "Koji Q?", Guinan spominje kako je Borg "sačinjen od organskog i umjetnog života [...] koji se razvijao [...] tisućama stoljeća." U kasnijoj epizodi Star Trek: Voyagera, Zmajski zubi, Vaadwaurac Gedrin tvrdi kako je prije 892 godina, Borg asimilirao samo par kolonija u Delta Kvadrantu i samtrali su ih samo manjom prijetnjom. Budan, u 24. stoljeću, Gedrin je začuđen saznanjem da Borg posjeduje ogroman dio Delta Kvadranta. Sedma od Devet komentira kako su Borgova kolektivna sjećanja iz tog vremenskog perioda samo djelomična, no nikad nije objašnjeno zašto je tomu tako.
Enciklopedija Zvjezdanih staza spekulira kako bi mogla postojati veza između Borga i V'ger-a, vozila koje se pojavljuje u filmu Star Trek: The Motion Picture. U filmu, Spock kaže, "Bilo kakav prikaz otpora bio bi uzaludan, kapetane.", što bi se moglo parafrazirati kao Borgovsko "Otpor je uzaludan". Ovakva ideja poveznice je unaprijeđena u noveli Williama Shatnera: Povratak. Poveznica se također može naslutiti i u pismu uključenom u Zvjezdani dnevnik br. 160 (studeni 1990). Autor pisma, Christopher Haviland, također spekulira kako su izvorne Borg radilice bile članice vrste pod nazivom Održavatelji (The Preservers), što i Spock sugerira u epizodi 'Sindrom raja' originalne serije da može biti razlog zašto toliko humanoidnih vrsta nastanjuje našu galaksiju. To je potvrđeno u epizodi Potjera Nove Generacije.

## Karakteristike

### Opći dizajn
Iako su svi Borg kostimi jednaki, ipak imaju nekoliko zajedničkih karakteristika. Borg imaju jedno oko (najčešće lijevo) zamijenjeno sofisticanim optičkim usadkom koji im omogućuje vid bolji od ljudskog. Usadak često projicira crvenu lasersku zraku, pogotovo u kasnijim pojavama. Također često imaju jednu ruku zamijenjenu prostetičkom rukom koja nosi jedan od niza višenamjenskih alata na mjestu ljudske ruke, kao i ravnu bijelu kožu, što im daje izgled poput zombija.
Zbog kibernetskih nadogradnji, Borg radilice su puno snažnije od ljudi (ovisno o vrsti iz koje radilica dolazi). Borgovi nikad ne trče do odredišta, pa ih većina vrsta može prestići. 
Radilice su otporne na paljbu fazora, a potpuno imune na postavku omamljivanja. Nadalje, sve radilice imaju osobne štitove koji se kolektivno prilagođavaju. U raznim epizodama fazori postaju neefektivni nakon najviše 12 pucnjeva, ovisno o postavkama i vremenskom razmaku između pogodaka. Frekvencije fazora se mogu promijeniti kako bi probili štitove, ali se Borg brže prilagođava sa svakom promjenom modulacije oružja. 
Borgovska kolektivna svijest ima nekoliko nedostataka: radilice obično ignoriraju bilo što što se ne pokaže kao izravna prijetnja (ako im nije naređen napad), što omogućuje naoružanoj, ali pasivnoj posadi da hoda među njima sve dok Borg ne zamijeti prijetnju.
Najvažnija komponenta bilo kojeg Borga je "kortikalni čvor", koji kontrolira sve druge usadke. Kortikalni čvor se nalazi u čelu, iznad desnog oka. Ako se kortikalni čvor pokvari, Borg jedinka umire, jer se čvor ne može replicirati ili popraviti. Moguće ga je zamijeniti ako se kvar primijeti na vrijeme.

### Asimilacija
Asimilacija je postupak kojim Borg integrira rase, kulturu, znanje i tehnologiju u svoj Kolektiv. "Bit ćete asimilirani" je jedna od svega par fraza koje Borg koristi u komunikaciji s drugim vrstama. Borg je susreo i asimilirao tisuće vrsta i trilijarde pojedinaca kroz cijelu galaksiju. Borg svakoj vrsti dodjeljuje broj tijekom prvog kontakta s njom.
Postupak asimilacije pojedinaca razlikuje se s vremenom. Jedina konstanta je da se novorođenčad i kronološki mladi humanoidi ubrzano postaruju i kirurški dobivaju implantate koji se ne mogu ukloniti bez umiranja pojedinca, jer su direktno povezani s mozgom. Također dobivaju očni usadak, prostetičku višenamjensku ruku, kao i osobni energetski oklop. Odrasli humanoidi se efektivnije asimiliraju ubrizgavanjem nanorobota u krv, kroz par tubula u ruci radilice.
Asimilacija putem tubula prikazana je kao brz proces: koža postaje siva unutar par sekundi. Radilice tada odvode pojedinca kako bi bio potpuno asimiliran. Asimilirani pojedinci nemaju spol. 
Jedna od teorija je da su im spolni organi uklonjeni tijekom asimilacije. Unatoč tome deasimilirani pojedinci poput kapetana Picarda ili Sedme od Devet mogu se identificirati kao muško i žensko.  Radilice koje su pobjegle kolektivu također imaju spol. 
Pojedincu su sve vlastite misli uklonjene postupkom restrukturiranja sinapsi a usadci su ugrađeni u njega kako bi postao integrirani dio kolektiva. Metoda asimilacije tubulama prikazana je kao medicinska procedura. U Star Trek: First Contact zatočenom članu posade se ruka i oko fizički uklanjaju i zamjenjuju usadcima.
Zbog toga što asimilacija ovisi o nanosondama, vrste s jako razvijenim imunološkim sustavom mogu se oduprijeti asimilaciji. Dosada, jedino je Vrsta 8472 sposobna potpuno se oduprijeti asimilaciji, ali i druge vrste, poput Hirogena, mogu se fizički i tehnološki oduprijeti Borgu. Phlox se uspio djelomično oduprijeti asimilaciji. (Zvjezdane staze: Enterprise: "Regeneracija").
Borg ne asimiliraju svaku vrstu s kojom dođu u kontakt. Radilice ignoriraju bića koja su preslaba prijetnja ili su "inferiorna" te ne zavrijeđuju asimilaciju, poput Kazonaca:
Sedma od Devet: "Kazonci. Vrsta 329."
Neelix: "Upoznata si s njima."
Sedma od Devet: "Borg je susreo Kazonsku koloniju u sektoru Gand, mreža 6920."
Neelix: "Jesu li asimilirani?"
Sedma od Devet: "Njihova biološka i tehnološka raznolikost nije bila osobita. Nisu bili vrijedni asimilacije."
Neelix: "Nisam bio svjestan da Borg diskriminira."
Sedma od Devet: "Zašto asimilirati vrstu koja bi odvlačila od savršenstva?"